# 23069 Каппс
23069 Каппс (23069 Kapps) — астероїд головного поясу, відкритий 7 грудня 1999 року.
Тіссеранів параметр щодо Юпітера — 3,212.